# Герхардт, Том
Том Герхардт (нем. Tom Gerhardt; 12 декабря 1956, Кёльн ФРГ) — немецкий актёр кино и телевидения, режиссёр, сценарист, комик. Почётный гражданин Кёльн-Калька (2011).
Изучал немецкую культуру и философию . После учёбы в университете работал в немецкой газете Express в Кёльне. С 1990-х годов — актёр кино и телевидения.
Снялся более чем в 35 фильмах.

## Избранная фильмография
- 1994: Voll normaaal
- 1997: Ballermann
- 1998: Белый медведь 9-го калибра
- 1999—2010: Hausmeister Krause — Ordnung muss sein (ТВ сериал)
- 2003: Pura Vida Ibiza
- 2004: Germanikus
- 2004: Обитель зла 2: Апокалипсис
- 2005: 7 Dwarves
- 2005: Siegfried
- 2009: Dinosaurier
- 2010: Freche Mädchen 2
- 2011: Die Superbullen
- 2011: Der Blender